# General Dynamics XM307
Der General Dynamics XM307 ist ein im Rahmen des Small Arms Master Plan (SAMP) von General Dynamics, Primex Technologies, Dayran und Raytheon entwickelter Maschinengranatwerfer, der die 40-mm-Maschinengranatwerfer Mk 19 und die M2-Maschinengewehre der US Army ersetzen sollte. Da das Waffensystem im Small Arms Master Plan als Objective Crew Served Weapon (OCSW) (dt.: „Zielsetzung mannschaftsbediente Waffe“) geführt wird, wird die XM307 üblicherweise auch als OCSW bezeichnet. 2003 wurde die Waffe in Advanced Crew Served Weapon (ACSW) umbenannt. Das Programm wurde 2008 ohne Angabe von Gründen eingestellt.

## Geschichte
Bereits Ende der 1980er-Jahre kamen die US-Streitkräfte zu dem Schluss, dass die Entwicklung von Schusswaffen mit herkömmlichen Projektilen, die ihre Energie aus der Masse und der Geschwindigkeit des Geschosses beziehen, ihren Zenit erreicht hatte. Das neue Konzept sollte daher als Hauptkampfmittel auf luftzündenden Granaten basieren, deren Effektivität aus der Explosion und der Splitterwirkung des Geschosses resultiert und deren Kampfkraft somit nicht mit der Entfernung abnimmt. Außerdem eröffnen sich dadurch weitere Möglichkeiten, etwa die Bekämpfung von Gegnern hinter Deckungen oder in Gebäuden.
Die ersten Überlegungen für die Entwicklung der stationären Zwei-Mann-Waffe begann 1992. Der Name Objective Crew Served Weapon (OCSW) wurde ab 1994 für das System verwendet. Die Fertigstellung der Spezifikationen erfolgte 1995. Dabei wurde festgelegt, das die Waffe 25-mm-Munition mit mindestens 250 Schuss pro Minute und einer effektiven Reichweite von 2000 Metern verschießen müsse. Der Ballistikcomputer sollte die Munition programmieren, die Mündungsgeschwindigkeit der Geschosse berücksichtigen und einen Target-Tracker und Laserentfernungsmesser besitzen. Als Teil des Small Arms Master Plan (SAMP) sollte es den 40-mm-Maschinengranatwerfer Mk 19 und das Browning M2 ersetzen.
In der Zwischenzeit wurde General Dynamics Armament and Technical Products beauftragt, die 25-mm-Waffe zusammen mit dem Dreifuß zu entwickelt. Primex Technologies war der Hauptvertragspartner des Verteidigungsministeriums und für die Integration der Systeme verantwortlich. Zudem war Primex hauptsächlich für die Entwicklung und Herstellung der 25-mm-Munition zuständig. Die Firma Dayran war ebenfalls an dem Projekt beteiligt und entwickelte den Zündmechanismus der Granaten. Die Entwicklung des Feuerleitcomputers übernahm Raytheon. 1999 wurden erstmals unbemannte Schussversuche mit der Ein-Mann-Version mit Zweibein, Schulterstütze und improvisiertem Zielfernrohr durchgeführt. Die Zwei-Mann-Version wurde auf einen HMMWV montiert und ebenfalls unbemannt abgefeuert.
Im Januar 2001 wurden Primex Technologies vom Verteidigungsetat 17 Mio. US-Dollar zugewiesen, um drei fortgeschrittene Technologiedemonstratoren samt Munition zu bauen. Im Juni 2002 wurden diese am Aberdeen Proving Ground Schusstests unterzogen. 2003 wurde das Programm in Advanced Crew Served Weapon (ACSW) umbenannt und am 7. Januar 2003 demonstrierte General Dynamics die Umrüstmöglichkeit des ACSW zu einem Maschinengewehr mit dem Kaliber 12,7 × 99 mm NATO. Das anfangs als XM307/K50 bezeichnete System unterschied sich nur in fünf Teilen von der Granatwaffe und war als Ersatzfunktion vorgesehen, falls keine 25-mm-Munition verfügbar wäre. 2004 konnte das ACSW alle vorgegebenen Parameter erreichen.
Im gleichen Jahr wurden 117 Mio. US-Dollar aus der Entwicklung abgezogen, da das Joint Requirement Oversight Council die Leistungsanforderungen noch nicht genehmigt hatte. Die Finanzierung musste deshalb aus anderen Mitteln erfolgen. Am 16. Februar 2004 erhielt General Dynamics zwei Entwicklungsaufträge über 7,1 Mio. US-Dollar, um die Waffe weiter zu testen und zu verbessern. Im gleichen Jahr wurden weitere Verträge über 90 Mio. US-Dollar unterzeichnet, so dass im Mai 2005 mit der Entwicklung einer ferngesteuerten Version für Fahrzeuge begonnen werden konnte. In diesem Jahr fanden auch Testschüsse mit der 12,7-mm-Version – die nun als XM312 bezeichnet wurde – auf dem Truppenübungsplatz Grafenwöhr statt.
2007 wurden weitere Verträge für das ACSW-Programm über 90 Mio. US-Dollar unterzeichnet. Allerdings wurde das Programm 2008 ohne Angabe von Gründen abgebrochen. Das XM312 war davon ebenfalls betroffen, obwohl eine neu konstruierte Version ohne Ballistikcomputer mit der Bezeichnung XM806 bis 2012 weiterentwickelt wurde. Dann wurde auch dieses Programm beendet und stattdessen weitere Browning M2 beschafft.

## Überblick

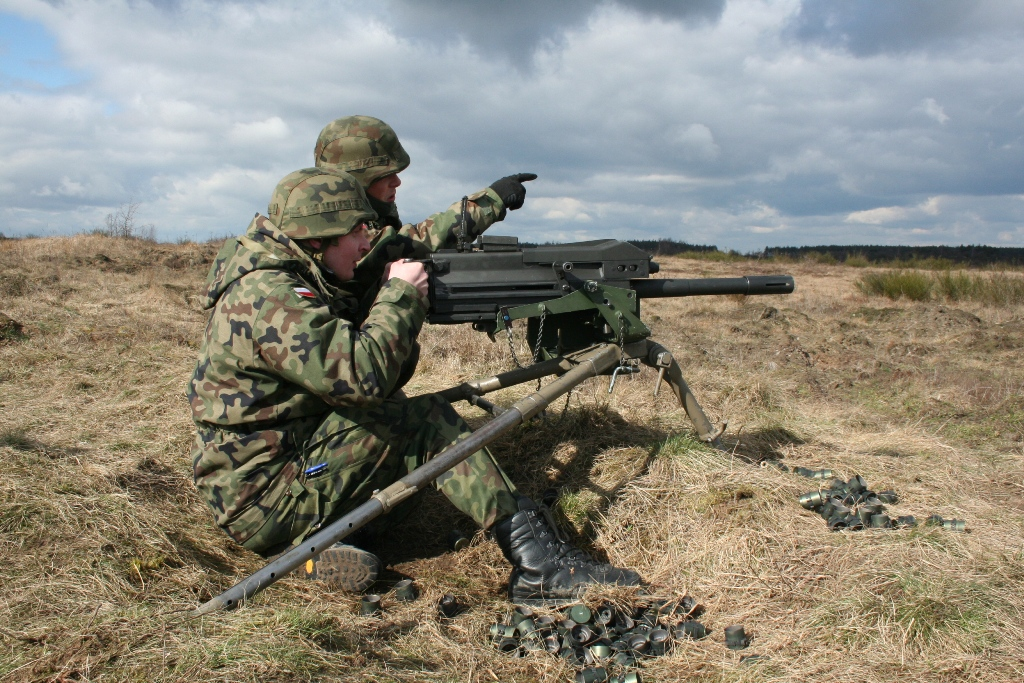
Mk-19-Schütze und Beobachter

Schwere Teamwaffen werden von der Infanterie quasistationär eingesetzt, um Stellungen zu verteidigen oder eigene Einheiten beim Vorrücken mit Feuer zu unterstützen. Die dafür verwendeten Maschinengewehre und -granatwerfer haben spezifische Vor- und Nachteile: Schwere Maschinengewehre eigen sich gut, um leicht- und ungepanzerte Fahrzeuge auf große Entfernung zu zerstören, auch können damit Hindernisse gut durchschlagen werden. Zur Bekämpfung exponierter Infanterie sind solche Waffen aber aufgrund ihrer geringen Kadenz und Präzision weniger gut geeignet. Maschinengranatwerfer eignen sich hingegen sehr gut zur Bekämpfung exponierter Infanterie, da der Granathagel beim Einschlag ein Areal großflächig mit Splittern bedeckt. Zur Bekämpfung von leicht- und ungepanzerten Fahrzeugen auf große Entfernung sind diese Waffen aufgrund der geringen Rasanz und Präzision aber weniger gut geeignet.
Der Gedanke bestand nun darin, die Vorteile beider Systeme zu kombinieren: Luftzündende Granaten sind effektiver als Kontaktzünder, da Geländehindernisse und -unebenheiten dem Gegner keinen Schutz mehr vor Splitterflug bieten. Die Granaten können so kleiner gestaltet werden, was bei identischem Rückstoßimpuls eine Erhöhung der Mündungsgeschwindigkeit zur Folge hat. Dadurch steigt die Rasanz, was die Bekämpfung von Gegnern auf große Entfernungen möglich macht, die vorher nur schweren Maschinengewehren vorbehalten waren. Bei diversen Gefechtssimulationen mit dem OCSW gegen feindliche Acht-Personen-Trupps mit PASGT konnte ein deutlicher Vorteil gegenüber den etablierten Waffen M2, M240, Mk 19 und M249 erzielt werden. Gegen stehende Gegner bis in 400 m fiel der Unterschied zum Mk 19 moderat aus, bei größeren Entfernungen und gegen liegende Gegner waren die Vorteile gegenüber allen anderen Waffen überwältigend: Im Schnitt (von 200 bis 2000 m Kampfentfernung) war die OCSW 4- bis 6-mal effektiver als ein Mk 19, 11- bis 20-mal effektiver als ein M2, 8- bis 11-mal effektiver als ein M240 und 14- bis 26-mal effektiver als ein M249. Gegen Personen in Deckung konnte eine 49-mal höhere Effektivität als bei den anderen Waffen erzielt werden.
Durch den Ballistikcomputer und die präzise Waffe, die mehr einer Maschinenkanone mit geringer Mündungsgeschwindigkeit (425 m/s) glich, konnte die OCSW auch auf größere Entfernung punktgenau wirken, wodurch auch Hochwertziele (engl.: High Payoff Target, HPT) wie feindliche Scharfschützen und MG-Trupps in bis zu 2000 m Entfernung vernichtet werden konnten. Durch die präzise Feuerleitung und die effektive Munition konnte das benötigte Munitionsgewicht für ein 30-tägiges Gefecht im Durchschnitt um das Dreißigfache reduziert werden, sodass Logistikaufwand und Kosten eingespart werden konnten.

## Technik

### Aufbau

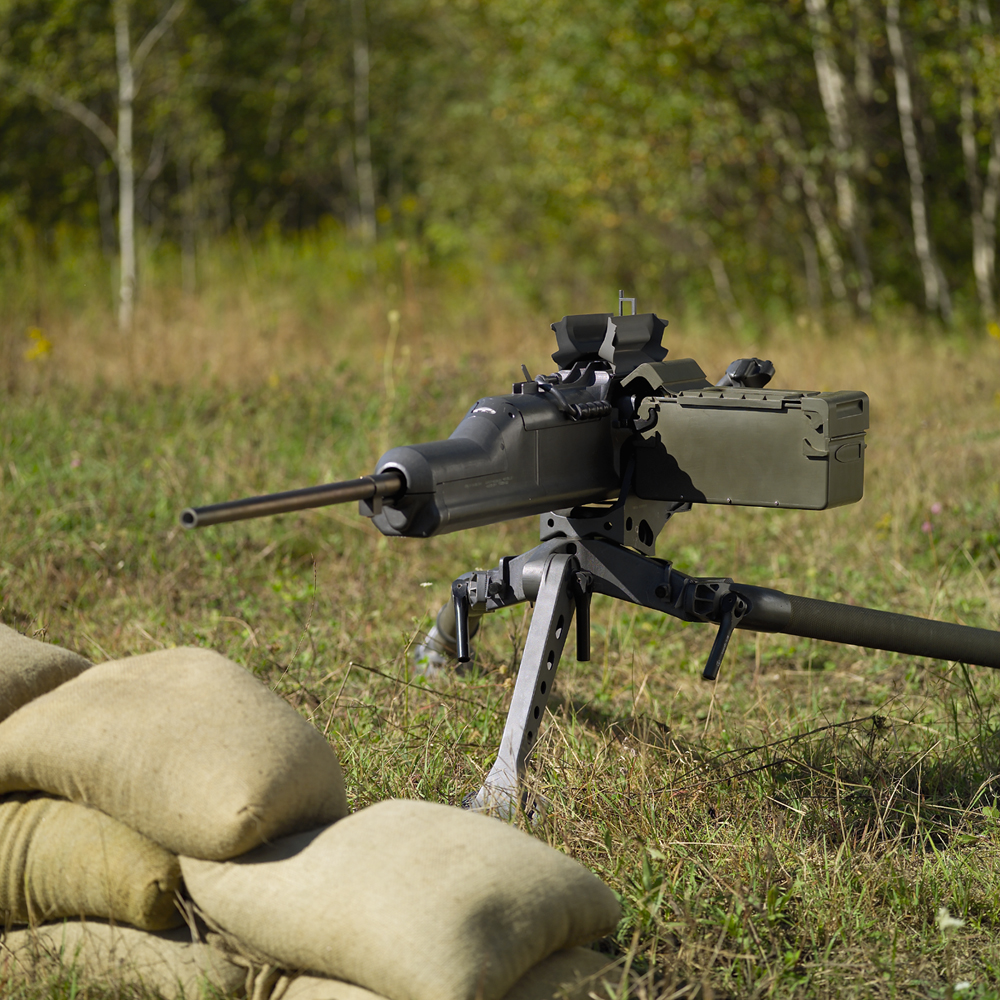
XM312 ohne Ballistikcomputer

Das XM307 bestand aus drei wesentlichen Teilen: Der Lafette, dem Granatwerfer und dem Ballistikcomputer. Dazu kamen noch Munitionsboxen, welche an die Waffe montiert werden konnten. Das Gesamtgewicht des Systems ohne Munition betrug etwa 22 kg, davon machte das Dreibein etwa 6 kg aus. Dieses in Leichtbauweise gefertigte Teil war höhenverstellbar und zur Gewichtsreduzierung mit Erdsporn versehen. Auf die Lafette konnte der Granatwerfer gesetzt werden, der ohne Ballistikcomputer etwa 13 kg wog. Der Ballistikcomputer selbst wog etwa 3 kg und wurde praktisch nie von der Waffe getrennt. Die Waffe wurde dafür konzipiert, von einem Zwei-Personen-Team getragen und bedient zu werden. Inklusive Munition trägt jeder Soldat dann knapp über 16 kg.
Das Gehäuse des Granatwerfers, in dessen Inneren der Repetiermechanismus abläuft, ist aus Stahl gefertigt. Die Lauflänge beträgt 638 mm mit einer effektiven Mündungsbremse am Ende. Dabei handelt es sich um einen Gasdrucklader mit zurückgleitendem Lauf und starrer Verriegelung, die durch einen Drehkopfverschluss erfolgt. Wenn der Schütze den Abzug am Griff betätigt, wird der Verschlussträger nach vorne bewegt und führt eine neue Patrone in die Kammer ein. Anschließend bewegen sich Lauf und Verschluss weiter nach vorne, wobei die Waffe verriegelt. Die zugeführte Patrone wird gezündet, wenn Lauf und Verschluss bereits verriegelt, aber noch in der Vorwärtsbewegung sind. Der Bewegungsimpuls wirkt so dem Rückstoßimpuls entgegen. Nach dem Schuss bewegen sich Verschluss und Lauf gemeinsam zurück, dabei dreht sich der Verschlusskopf und entriegelt sich mit dem Lauf. Der Lauf stoppt dann ab, während sich der Verschlussträger weiter zurückbewegt und die Patronenhülse auswirft. Hält der Schütze den Abzug weiter gedrückt, wiederholt sich der Zyklus so lange, bis der Munitionsgurt vom Typ M15A2 aufgebraucht ist. Die Kadenz lag bei 260 Schuss pro Minute, wobei ein Munitionskasten 31 Patronen fassen und links oder rechts an der Waffe befestigt werden konnte.
Die Waffe konnte alle Arten von Munition im Kaliber 25 × 59 mm verschießen; spätere Versionen besaßen sogar die Möglichkeit der Doppelgurtzufuhr, um zwei Munitionsarten im Wechsel zu verschießen. Die Variante XM312 im Kaliber 12,7 × 99 mm NATO konnte problemlos realisiert werden, da beide Munitionsarten etwa denselben Rückstoßimpuls besitzen. Die Waffen sind deshalb zu 95 % identisch, es mussten lediglich fünf Teile gewechselt werden, was in weniger als 90 Sekunden erfolgen konnte. Die Lauflänge betrug hier 838 mm. Beide Systeme – XM307 und XM312 – erreichten eine Gesamtpräzision (Waffe und Ballistikcomputer) von unter 1,5 mil. Am Granatwerfer waren noch zwei Servos angebracht, mit Hilfe derer der Dreh- und Elevationswinkel der Waffe über die Tasten an den Handgriffen in Ein-Strich-Schritten geändert werden konnte. Zusätzlich unterstützten die Servos die Bewegungen des Schützen.

### Ballistikcomputer

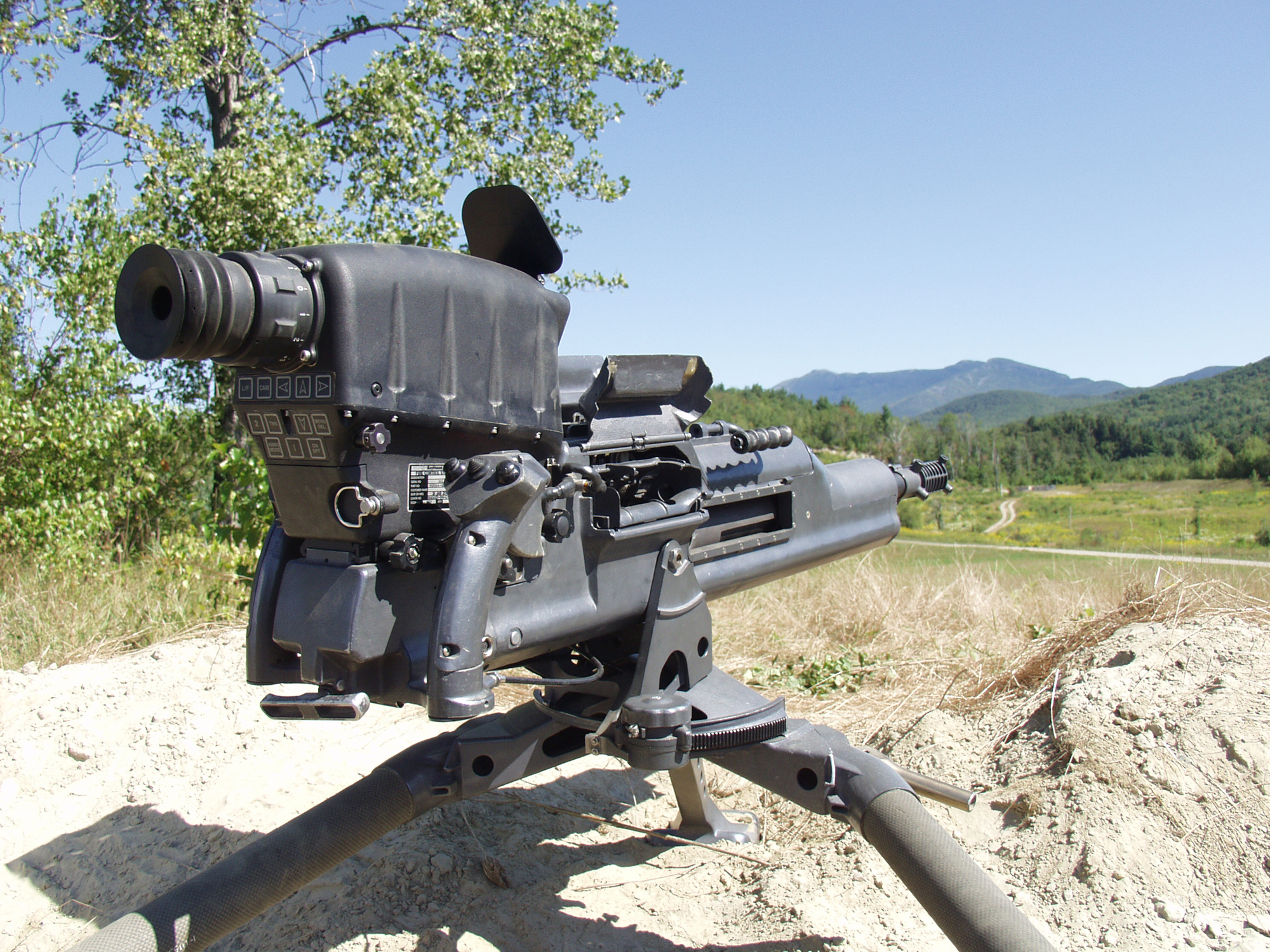
Der Feuerleitcomputer von hinten

Der Ballistikcomputer der Waffe wurde von Raytheon entwickelt und verwendete die gleiche Technologie wie das Target Acquisition / Fire Control System (TA/FCS) des OICW, war mit diesem aber nicht identisch. Das namenlose Gerät am hinteren Ende der Waffe, das nur als Target Acquisition/Fire Control (TA/FC) bezeichnet wurde, übernahm viele Features des HK XM29 wie eine integrierte Video- und Infrarotkamera, welche bewegte Ziele sah und diese mit einem Rechteck markierte, das sich mit dem Ziel bewegte, oder den eingebauten elektronischen Kompass. Die Informationen und Darstellungen konnten über Tasten an den Handgriffen am Ende der Waffe oder durch Tasten unterhalb des Okulars manipuliert werden.
Es gab weniger Sichtmodi des Feuerleitcomputers, lediglich eine Direktsicht mit 5-facher Vergrößerung und einem Sichtfeld von 9,5° stand zur Verfügung. Im oberen Bereich des Absehens war ein unterbrochenes Fadenkreuz als Haltepunkt dargestellt. Durch das eingebaute Wärmebildgerät (FLIR) konnte die Darstellung auch im Infraroten erfolgen. Zur Errechnung einer Feuerleitlösung wurde die Entfernung zum Ziel mit einem Laserentfernungsmesser bestimmt, dessen Strahl vom Computer geschwenkt werden konnte. Die Entfernungsmessung erfolgte mit einer Genauigkeit von ±1 Meter. Über die Tasten am Ende der Waffe konnte die gemessene Entfernung manuell geändert und der Zündmodus der Granaten gewählt werden. Ein Algorithmus berechnet und korrigiert dann mit Hilfe der Entfernung des Ziels, des Elevations- und Drehwinkels der Waffe, der Umweltbedingungen, des Detonationsmodus und der Flugbahn der Granaten den Vorhaltepunkt. Nach erfolgter Kalkulation erscheint ein weiteres Fadenkreuz als Vorhaltepunkt automatisch in der korrekten Position auf dem Display, um – wenn es vom Schützen auf das anvisierte Ziel gerichtet wird – eine hohe Trefferquote beim ersten Schuss zu garantieren. Der Laser bleibt automatisch auf das Ziel gerichtet und die Entfernung wird permanent gemessen, selbst wenn sich das Ziel oder die Waffe bewegt. Der Vorhaltepunkt wird dabei in Echtzeit errechnet und eingeblendet. Der Laser kann dabei jedes beliebige Ziel im Sichtfeld ansteuern (engl.: full FOV laser steering).
Die Programmierung der Granaten erfolgte über Kontaktbänder. Dabei stand nur die Möglichkeit zur Verfügung, der Granate eine Entfernung zur Luftzündung zu geben. Der Aufschlagzünder war unabhängig davon und wurde erst nach etwa 50 m scharfgestellt. Dies war notwendig, da die Granate über die Programmierung Energie gewann. Der Verzögerungszünder entfiel somit.